# Weens rondo
Het Weens, ook wel: Klassiek rondo is een symmetrische muziekvorm, genoemd naar de stad Wenen, de hoofdstad van Oostenrijk. Het werd vooral gebruikt door Oostenrijkse en Duitse componisten. Het is een vorm die binnen de klassieke muziek erg in zwang kwam in het Classicisme (18e eeuw) tot en met de Romantiek (19e eeuw).
De vorm van het Weense rondo bestaat uit een thema in de hoofdtoonaard, waarbij tussen elk thema een ander deel wordt gespeeld, meestal in een andere toonaard. Met een gebruikelijke modulatie kom je dan weer terug in de hoofdtoonaard en het thema, waarna een nieuwe "strofe" begint. Het stuk eindigt met het thema, een coda of een variatie op een van de tussendelen.
Wat het Weens Rondo echter van het Frans rondo onderscheidt is de symmetrie. Waar bij het Franse rondo elke strofe verschillend is, komen deze tussenstukken bij het Weens Rondo terug (behalve het middelste). De vorm wordt dan:
ABACABA(coda) of uitgebreid ABACADACABA(coda) enz.
Een voorbeeld van een Weens rondo is het slotdeel van de 2e pianosonate van Ludwig van Beethoven.